# ديكلان بارون
ديكلان بارون (بالإنجليزية: Declan Barron)‏ هو لاعب كرة القدم الغالية أيرلندي، ولد في 1951 في Bantry ‏ في جمهورية أيرلندا.